# Liste der Monuments historiques in Arleux
Die Liste der Monuments historiques in Arleux führt die Monuments historiques in der französischen Gemeinde Arleux auf.

## Liste der Objekte
| Bezeichnung                   | Beschreibung                      | Standort                        | Kennzeichnung | Schutzstatus | Datum | Bild |
| ----------------------------- | --------------------------------- | ------------------------------- | ------------- | ------------ | ----- | ---- |
| Orgel                         | erste Hälfte des 18. Jahrhunderts | in der Kirche St-Nicolas (Lage) | PM59001855    | Classé       | 1971  |      |
| Orgelempore und Orgelprospekt | Holz, 1750                        | in der Kirche St-Nicolas (Lage) | PM59000008    | Classé       | 1971  |      |
| Kanzel                        | Holz, 1750                        | in der Kirche St-Nicolas (Lage) | PM59000007    | Classé       | 1971  |      |